# Spencer Elliott
Spencer Elliott (...) è un chitarrista statunitense.

## Biografia
Elliott inizia a comporre musica in tenera età prendendo come modello da seguire George Winston. Inizia successivamente a suonare la chitarra basando il suo stile verso i generi alternative rock e punk anche se si esibisce più come cantante che come chitarrista, perlopiù in band punk. Solo nel 2007, Spencer focalizza i suoi studi sulla chitarra acustica prendendo ispirazioni da altri artisti famosi come Michael Hedges, Don Ross, Andy McKee e Antoine Dufour, nonostante continui a suonare i più differenti stili musicali da Beethoven ai Bad Brains.

### Some Forgotten Color(2014-2015)
A fine 2014 arriva per Elliott la svolta: firma un contratto con la famosa CandyRat Records e dopo meno di un anno pubblica, nel marzo 2015, il suo primo album intitolato Some Forgotten Color contenente 7 pezzi originali. L'album era stato anticipato dal video di Insignificant che ha raggiunto presto le 300 mila visualizzazioni su YouTube. In questo primo lavoro, prodotto e mixato da Antoine Dufour, Elliott spazia dalle melodie più lente alle ritmiche veloci (spesso fuse nella stessa canzone) rendendo l'album un punto di riferimento nel panorama folk strumentale.

### Unspoken EP(2016-2018)
Dopo un anno e mezzo dall'uscita del suo primo album, Elliott pubblica, sempre grazie alla CandyRat, il suo primo EP di 6 tracce intitolato Unspoken. Anche in questo secondo lavoro, supervisionato sempre da Antoine Dufour, Spencer sfoggia le sue qualità di virtuoso della chitarra dalle canzoni più ritmate come Torque a quelle più morbide e delicate come la title track Unspoken.

### Folding Space(2019-2021)
Dopo 3 anni dall'uscita di Unspoken e un lungo tour che coinvolge tutti gli Stati Uniti, Elliott annuncia il 18 aprile 2019 l'uscita del suo secondo album in studio (sotto l'egida della CandyRat Records) intitolato Folding Space. Il disco, uscito il 3 maggio, contiene 9 tracce tra cui Yang, seconda composizione che si va a contrapporre a Yin pubblicata in Unspoken.

### SE3(2022-presente)
Dopo lo stop obbligato del tour statunitense a causa della pandemia da COVID-19, ad inizio 2022 Elliott annuncia l'uscita per il mese di aprile del suo quarto lavoro intitolato SE3. L'album è composto da 10 tracce di cui 8 sono nuove versioni di brani già rilasciati in precedenza mentre i pezzi Silver Maple e Joystick sono composizioni inedite. L'intero disco è suonato, oltre che dallo stesso Elliott, anche da Sean Sydnor al basso e Chris Hudson alla batteria.

## Influenze e strumentazione
Il suo stile come da lui dichiarato è influenzato da chitarristi quali Michael Hedges, Don Ross, Preston Reed, Andy McKee e Antoine Dufour. Attualmente, Elliott utilizza la seguente strumentazione:
- Chitarra Jumbo Fan Fret costruita da Jedidiah Wiebe
- Chitarra Jumbo Baritone costruita da Trevor Kronbauer

## Discografia

### Album in studio
- 2015 - Some Forgotten Color
- 2019 - Folding Space
- 2022 - SE3

### EP
- 2016 - Unspoken